# Pływanie na Letnich Igrzyskach Olimpijskich 2020 – 200 m stylem dowolnym kobiet
200 m stylem dowolnym kobiet – jedna z konkurencji pływackich, które odbyły się podczas XXXII Igrzysk Olimpijskich w Tokio. Eliminacje miały miejsce 26 lipca, półfinały 27 lipca, a finał konkurencji 28 lipca 2021 roku.

## Terminarz
Wszystkie godziny podane są w czasie japońskim (UTC+09:00) oraz polskim (CEST).
| Data          | Godzina rozpoczęcia | Godzina rozpoczęcia |            |
| Data          | UTC+09:00           | CEST                |            |
| ------------- | ------------------- | ------------------- | ---------- |
| 26 lipca 2021 | 19:02               | 12:02               | Eliminacje |
| 27 lipca 2021 | 10:30               | 3:30                | Półfinały  |
| 28 lipca 2021 | 10:41               | 3:41                | Finał      |

## Rekordy
Przed zawodami rekord świata i rekord olimpijski wyglądały następująco:
| Rekord            | Zawodniczka         | Czas    | Miejsce | Data          |       |
| ----------------- | ------------------- | ------- | ------- | ------------- | ----- |
| Rekord świata     | Federica Pellegrini | 1:52,98 | Rzym    | 29 lipca 2009 | [ 2 ] |
| Rekord olimpijski | Allison Schmitt     | 1:53,61 | Londyn  | 31 lipca 2012 | [ 3 ] |

W trakcie zawodów ustanowiono następujące rekordy:
| Data     | Etap konkurencji | Zawodniczka    | Czas    | Rekord |
| -------- | ---------------- | -------------- | ------- | ------ |
| 28 lipca | finał            | Ariarne Titmus | 1:53,50 | OR     |

## Wyniki

### Eliminacje
| Miejsce | Wyścig | Tor | Zawodniczka              | Państwo           | Czas    | Uwagi |
| ------- | ------ | --- | ------------------------ | ----------------- | ------- | ----- |
| 1.      | 2      | 4   | Katie Ledecky            | Stany Zjednoczone | 1:55,28 | Q     |
| 2.      | 2      | 6   | Penny Oleksiak           | Kanada            | 1:55,38 | Q     |
| 3.      | 4      | 4   | Ariarne Titmus           | Australia         | 1:55,88 | Q     |
| 4.      | 2      | 5   | Madison Wilson           | Australia         | 1:55,87 | Q     |
| 5.      | 4      | 6   | Summer McIntosh          | Kanada            | 1:56,11 | Q     |
| 6.      | 4      | 5   | Yang Junxuan             | Chiny             | 1:56,17 | Q     |
| 7.      | 3      | 6   | Barbora Seemanová        | Czechy            | 1:56,38 | Q     |
| 8.      | 3      | 5   | Siobhan Haughey          | Hongkong          | 1:56,48 | Q     |
| 9.      | 3      | 2   | Isabel Gose              | Niemcy            | 1:56,80 | Q     |
| 10.     | 2      | 3   | Charlotte Bonnet         | Francja           | 1:56,88 | Q     |
| 11.     | 3      | 3   | Freya Anderson           | Wielka Brytania   | 1:56,96 | Q     |
| 12.     | 4      | 3   | Allison Schmitt          | Stany Zjednoczone | 1:57,10 | Q     |
| 13.     | 4      | 7   | Annika Bruhn             | Niemcy            | 1:57,15 | Q     |
| 14.     | 2      | 7   | Erika Fairweather        | Nowa Zelandia     | 1:57,26 | Q     |
| 15.     | 3      | 4   | Federica Pellegrini      | Włochy            | 1:57,33 | Q     |
| 16.     | 3      | 7   | Walerija Sałamatina      | ROC               | 1:58,33 | Q     |
| 17.     | 2      | 1   | Janja Šegel              | Słowenia          | 1:58,38 |       |
| 18.     | 3      | 1   | Joanna Evans             | Bahamy            | 1:58,40 |       |
| 19.     | 4      | 1   | Andrea Murez             | Izrael            | 1:58,97 |       |
| 20.     | 4      | 2   | Li Bingjie               | Chiny             | 1:56,17 |       |
| 21.     | 2      | 2   | Wieronika Andrusienko    | ROC               | 1:59,17 |       |
| 22.     | 3      | 8   | Snæfríður Jórunnardóttir | Islandia          | 2:00,20 | NR    |
| 23.     | 4      | 8   | Elisbet Gámez            | Kuba              | 2:00,56 |       |
| 24.     | 1      | 4   | Ieva Maļuka              | Łotwa             | 2:03,75 |       |
| 25.     | 1      | 3   | Beatriz Padrón           | Kostaryka         | 2:04,56 |       |
| 26.     | 2      | 8   | Nguyễn Thị Ánh Viên      | Wietnam           | 2:05,30 |       |
| 27.     | 1      | 5   | Gabriela Santis          | Gwatemala         | 2:07,24 |       |
| 28.     | 1      | 6   | Lina Khiyara             | Maroko            | 2:08,80 |       |
| 29.     | 1      | 2   | Gabriella Doueihy        | Liban             | 2:11,29 |       |

### Półfinały

#### Półfinał 1
| Miejsce | Tor | Zawodniczka         | Państwo           | Czas    | Uwagi |
| ------- | --- | ------------------- | ----------------- | ------- | ----- |
| 1.      | 5   | Ariarne Titmus      | Australia         | 1:54,82 | Q     |
| 2.      | 6   | Siobhan Haughey     | Hongkong          | 1:55,16 | Q     |
| 3.      | 3   | Yang Junxuan        | Chiny             | 1:55,98 | Q     |
| 4.      | 4   | Penny Oleksiak      | Kanada            | 1:56,39 | Q     |
| 5.      | 7   | Allison Schmitt     | Stany Zjednoczone | 1:56,87 |       |
| 6.      | 2   | Charlotte Bonnet    | Francja           | 1:57,35 |       |
| 7.      | 8   | Walerija Sałamatina | ROC               | 1:58,98 |       |
| 8.      | 1   | Erika Fairweather   | Nowa Zelandia     | 1:59,14 |       |

#### Półfinał 2
| Miejsce | Tor | Zawodniczka         | Państwo           | Czas    | Uwagi |
| ------- | --- | ------------------- | ----------------- | ------- | ----- |
| 1.      | 4   | Katie Ledecky       | Stany Zjednoczone | 1:55,34 | Q     |
| 2.      | 6   | Barbora Seemanová   | Czechy            | 1:56,14 | Q,    |
| 3.      | 8   | Federica Pellegrini | Włochy            | 1:56,44 | Q     |
| 4.      | 5   | Madison Wilson      | Australia         | 1:56,58 | Q     |
| 5.      | 3   | Summer McIntosh     | Kanada            | 1:56,82 |       |
| 6.      | 2   | Isabel Gose         | Niemcy            | 1:57,07 |       |
| 7.      | 7   | Freya Anderson      | Wielka Brytania   | 1:57,10 |       |
| 8.      | 1   | Annika Bruhn        | Niemcy            | 1:57,62 |       |

### Finał
| Miejsce | Tor | Zawodniczka         | Państwo           | Czas    | Uwagi |
| ------- | --- | ------------------- | ----------------- | ------- | ----- |
| 1 !     | 4   | Ariarne Titmus      | Australia         | 1:53,50 | OR    |
| 2 !     | 5   | Siobhan Haughey     | Hongkong          | 1:53,92 | AS    |
| 3 !     | 7   | Penny Oleksiak      | Kanada            | 1:54,70 |       |
| 4.      | 6   | Yang Junxuan        | Chiny             | 1:55,01 |       |
| 5.      | 3   | Katie Ledecky       | Stany Zjednoczone | 1:55,21 |       |
| 6.      | 2   | Barbora Seemanová   | Czechy            | 1:55,45 | NR    |
| 7.      | 1   | Federica Pellegrini | Włochy            | 1:55,91 |       |
| 8.      | 8   | Madison Wilson      | Australia         | 1:56,39 |       |